# کانال لندوهر
۵۹°۲۲′۵۹″ شمالی ۱۳°۲۳′۳۳″ شرقی / ۵۹٫۳۸۳۰۶°شمالی ۱۳٫۳۹۲۵۰°شرقی
کانال لندْوِهر یا به زبان آلمانی Landwehrkanal یک کانال آب به طول ۱۰/۷ کیلومتر است که در شهر برلین در آلمان به موازات کانال اشپری جریان دارد.
این کانال آب بین سالهای ۱۸۴۵ و ۱۸۵۰ طبق برنامه‌ریزی‌ها توسط معمار پروسی پیتر یورف لنه ساخته شد. این کانال قسمت بالادستی رودخانه اشپری را در اوست‌هافن (بندر شرقی) در فریدریشسهاین با قسمت پایین‌دستی آن در شارلوتنبورگ متصل می‌سازد و سپس از میان کرویتسبرگ و پارک تیرگارتن عبور می‌کند.

## حوادث
پس از قتل روزا لوکزامبورگ از رهبران انقلابی آلمان در شورش‌های ۱۵ ژانویه ۱۹۱۹ در جریان انقلاب آلمان، جسد وی به کانال لندوهر انداخته شد و تا ۱ ژوئن ۱۹۱۹ پیدا نشد. اکنون یک علامت یادبود در محل پیدا شدن جسد رزا لوکزامبورگ نصب شده‌است.

## نگارخانه

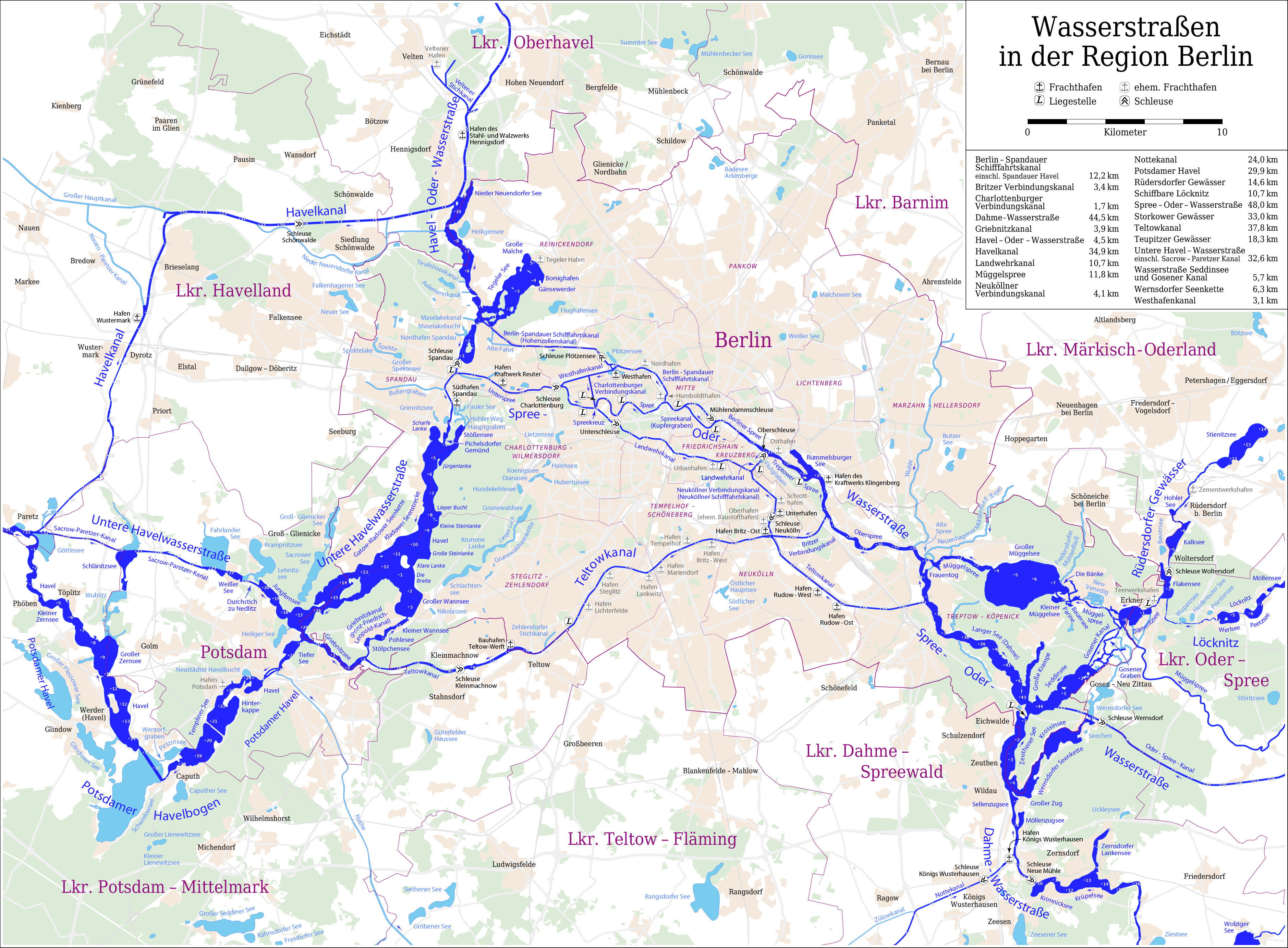
نقشه آبراهه‌ها در منطقه برلین
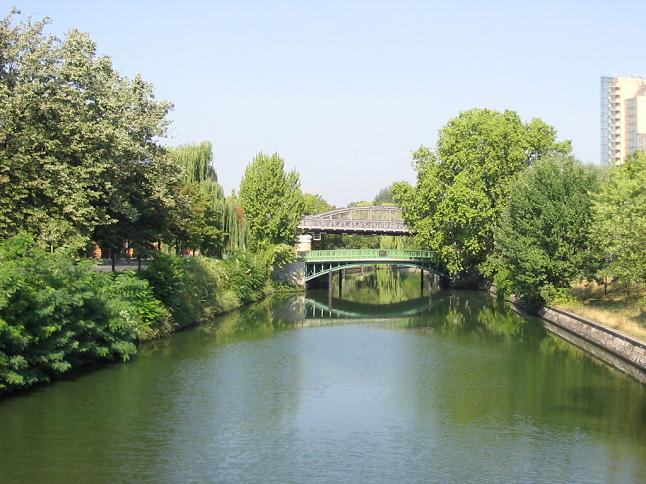
منظره کانال لندوهر به سمت پل کوتنر
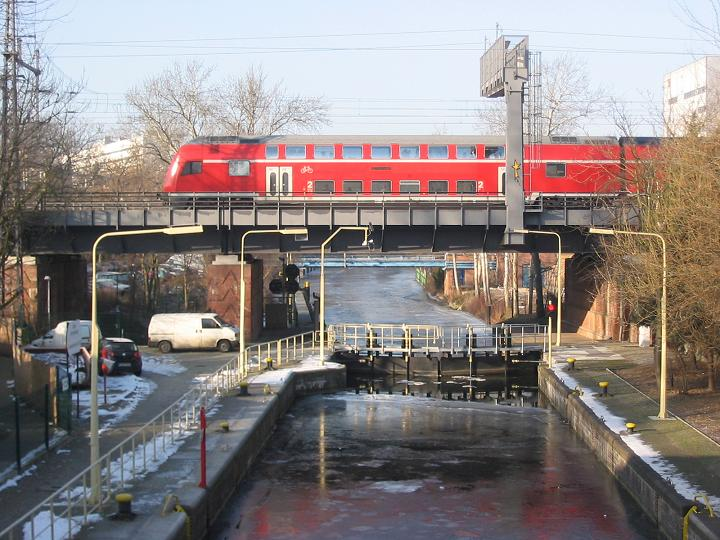
پل قطار
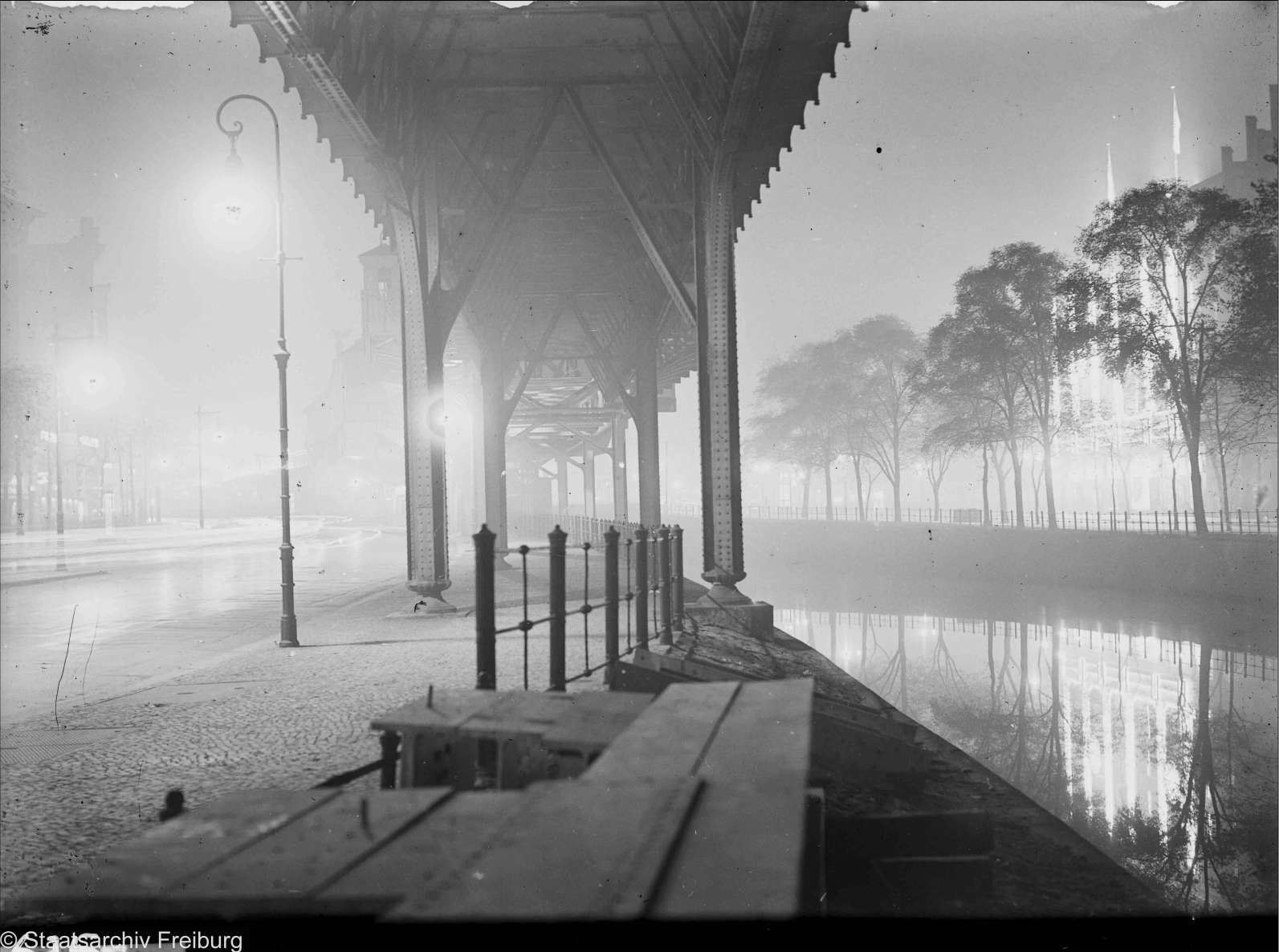
تصویر در سال ۱۹۲۸، نزدیک به محل نقض سال ۱۹۴۵